# Piãozinho
Le piãozinho de mão (« petite toupie de main », en portugais), plus souvent abrégé en piãozinho (« petite toupie »), est un mouvement de déplacement de capoeira qui consiste à s'appuyer au sol sur une main et de tourner autour de cet axe en faisant des petits pas.
C'est un mouvement qu'on apprend généralement aux enfants pour faire travailler leur appui et leur équilibre, mais il est aussi utilisé par les capoeiristes en tant que déplacement après avoir bloqué un déplacement de l'adversaire avec la main.